# مطر اصطناعي
المطر الاصطناعي (بالإنجليزية: Artificial Rain)‏هو المطر الذي يتكوّن جراء عملية اصطناعية يقوم بها الإنسان عبر تلقيح الغيوم بأملاح ومواد كيميائية للتأثير على تكوّن المطر في الغيوم. وفي الغالب تكون الأمطار الاصطناعية سامة، حيث تتكون من المخلفات الكيميائية من المحطات النووية، كما حدث في كارثة تشيرنوبيل عام 1986، حيث أصيبت أوروبا كلها بالأمطار النووية، مما أدي الي تشوهات خلقية وتسمم الأطعمة و نفوق الحيوانات.
إن كل قطرة مطر تحتاج حتى تتشكل إلى نواة يتجمع عليها بخار الماء ؛ من الممكن أن تكون من الغبار أو حبات الطلع لهذا يلاحظ هطول الأمطار بعد العواصف الغبارية 
يقوم المعهد الأميركي الوطني للأبحاث الجوية (NCAR) حاليا بإجراء تجارب في هذا المجال في العديد من البلدان في أنحاء العالم. وقد تمت بعض التجارب مؤخرا، وفيها كوّنت أمطارًا اصطناعية من خلال بخّ الغيوم بمزيج كيميائي مكوّن من الصوديوم، المغنيزيوم، وكلوريد الكالسيوم.
تعتمد هذه العملية على تحضير نقطة ارتكاز لبخارالماء داخل أيونات المواد الكيميائية، وفي هذه النقطة يتحول بخار الماء إلى قطرة مياه تسقط إلى الأرض عند بلوغ وزنها قيمة معينة. وبهذا تتكوّن أمطار أكثر غزارة من المطر الطبيعي، ويصبح بالإمكان جعل المطر يغطي مساحات أكبر.
يمكن تلقيح الغيوم بالأمزجة الكيماوية المناسبة بواسطة طائرات تقوم برشّها من الجو، أو من الأرض بواسطة مداخين تنفث المزيج إلى السماء.